# Trypanosoma theileri
Trypanosoma theileri – kinetoplast, należący do królestwa protista. Jest pasożytem bydła oraz innych domowych i dziko żyjących przeżuwaczy i jest uważany za niechorobotwórczy.
T. theileri jest jednym z największych świdrowców występujących u ssaków i osiąga maksymalnie długość do 120 μm, średnio zaś osobniki mierzą 60–70 μm. Posiada ostro zakończony tylny koniec ciała. Ma słabo wykształconą błonę falującą i posiada wolną wić.
Jest przenoszony przez niektóre gatunki bąków z rodziny bąkowatych (Tabanidae), które są również drugim żywicielem. Gdzie odbywa się niepełna cyklomorfoza prowadząca do powstania postaci crithidia.
Pasożyt ten jest kosmopolityczny